# Dorididae

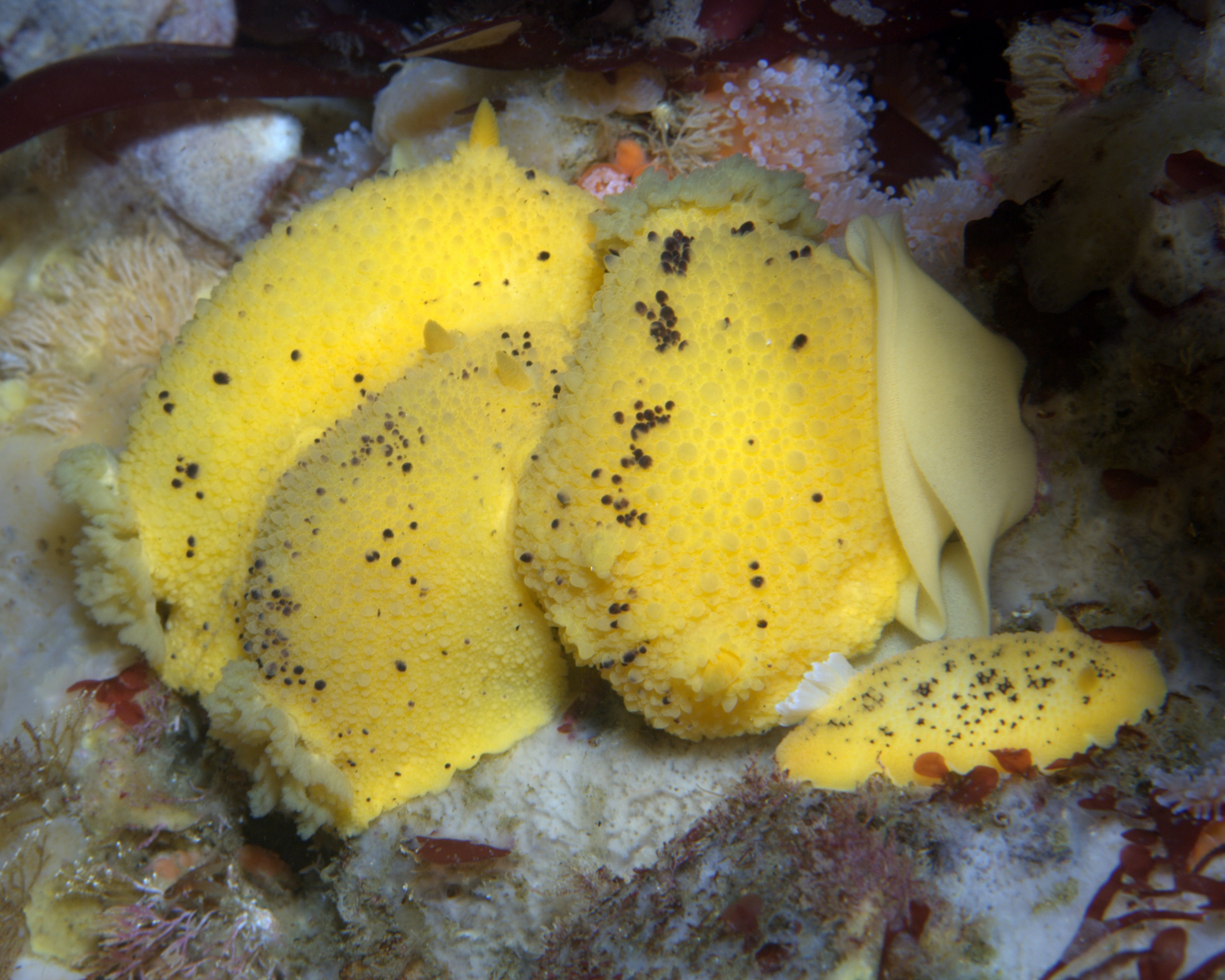
Mehrere Doris montereyensis bei der Paarung

Die Dorididae, auch Meerzitronen genannt, sind eine Familie der Sternschnecken in der Unterordnung der Nacktkiemer. Es handelt sich um meist größere, ausschließlich marine gehäuselose Schneckenarten, die vor allem Schwämme fressen.

## Merkmale
Die Dorididae werden bis zu 20 cm lang. Sie haben einen flachen Körper mit einem ovalen Umriss. Der meist gelbliche bis weißliche Mantel ist manchmal schwarz gefleckt. Er kann weit ausgebreitet werden.
Der Rücken ist mit zahlreichen kleinen Höckern oder Warzen, den Tuberkeln, bedeckt, bisweilen auch ledrig und enthält Skleriten.
Die beiden am Kopf sitzenden lamellierten Fühler, die Rhinophoren, sind meist erhöht. Gleiches gilt für die um den am Rücken befindlichen After angeordneten Kiemen, die in Kiemenscheiden zurückgezogen werden können. Die Schnecken haben eine breite Radula ohne Mittelzähne und (anders als die früher hierzu gezählte Gattung Aldisa) mit hakenförmigen inneren Seitenzähnen. Kiefer fehlen.
Die Dorididae fressen vor allem Schwämme, aber auch andere sessile Tiere, deren Fleisch mit der Radula abgeraspelt wird.
Wie andere Sternschnecken sind die Dorididae Zwitter und begatten sich gegenseitig. Sie legen ihre Eier in weißen oder gelben Eischnüren ab, aus denen zahlreiche Veliger-Larven schlüpfen, die sich von Plankton ernähren und nach einer längeren pelagischen Phase zu kleinen Sternschnecken metamorphosieren.
Zu den Dorididae gehören unter anderen auch die in der Nordsee vorkommende Meerzitrone (Doris pseudoargus) und der Warzenbuckel (Doris verrucosa).

## Systematik
Nach Bouchet und Rocroi (2005) ist die Familie Dorididae eine von vier Familien in der Überfamilie Doridoidea. Zur Familie gehören fünf Gattungen:
- Aphelodoris Bergh, 1879
- Conualevia Collier & Farmer, 1964
- Doris Linnaeus, 1758
- Goslineria Valdés, 2001
- Pharodoris Valdés, 2001

Eine Reihe weiterer beschriebener Gattungen sind Synonyme der Gattung Doris Linnaeus, 1758, darunter auch Archidoris Bergh, 1878. Der Name Homoiodoris Bergh, 1882 ist ein zweifelhafter Name.